# Aires protégées en république démocratique du Congo
Les aires protégées en république démocratique du Congo sont composées de 9 parcs nationaux, et de 63 domaines de chasse et réserves, gérés par l’Institut congolais pour la conservation de la nature (ICCN). Elles couvrent 10,47 % du territoire. 
En république démocratique du Congo, les aires protégées permettent de conserver tant les rivières, le fleuve, les forêts, les animaux, les lacs, les volcans, les montagnes que les plaines.

## Chronologie historique
La constitution d'aires protégées a été notamment impulsée sous l'administration coloniale belge. Cet effort s'est néanmoins amplifié depuis l'indépendance en 1960.
Les trois premiers parcs nationaux congolais ont été créés du temps du Congo belge :
- 1925: création du parc national des Virunga, premier parc national congolais
- 1938 : création du parc national de la Garamba
- 1939 : création du parc national de l’Upemba

Depuis les épisodes de guerre, les parcs congolais sont victimes du braconnage et d’autres abus découlant de la guerre. Les effectifs sont généralement faible, le personnel vieillissant et l'administration parfois inefficace, dans un contexte d'interactions grandissante avec les populations riveraines des parcs.
Aujourd’hui, un monument de pierre construit à l’entrée du parc national des Virunga immortalise le sacrifice unique des 23 gardes (restés fidèles à leur poste qui y trouvèrent la mort pour avoir voulu défendre les animaux des braconniers).

## Liste des parcs, domaines et réserves
Les sites classés patrimoine mondial de l’UNESCO sont indiqués à l’aide de PM, et les sites Ramsar avec R.
Parcs nationaux (9) :
- Parc national de la Garamba (PM)
- Parc national de Kahuzi-Biega (PM)
- Parc national de Kundelungu
- Parc national de la Maiko (PM)
- Parc marin des Mangroves (R)
- Parc national de la Lomami
- Parc national de la Salonga (PM)
- Parc national de l’Upemba
- Parc national des Virunga (PM,R)

Réserves et domaines de chasse (63) :
- Domaine de chasse des Alunda et des Tutshokwe
- Domaine de chasse des Azandés
- Domaine de chasse de la Basse Kando
- Domaine de chasse de Bili-Uere
- Domaine et réserve de Bombo-Lumene
- Domaine de chasse de Bukama
- Domaine et réserve de Bushimaie
- Domaine de chasse de Gangala-na-Bodio
- Domaine de chasse de Gungu
- Domaine de chasse de la Luama
- Domaine de chasse de Lubudi-Sampwe
- Domaine de chasse de Kaniama Kasese
- Domaine de chasse de Kiziba-Baluba
- Domaine de chasse de Maika-Penge
- Domaine de chasse de Mangai
- Domaine de chasse de Mituaba
- Domaine de chasse de Mondo-Missa
- Domaine de chasse de Muanza
- Domaine de chasse de Mufufya
- Domaine de chasse de Mulumbu
- Domaine de chasse de Mwene Kay
- Domaine de chasse de Mwene Musona
- Domaine de chasse du plateau de Kundelungu
- Domaine de chasse de Oshwe
- Domaine de chasse de Rubi-Tele
- Domaine de chasse de Rutshuru
- Domaine de chasse de Sandoa
- Domaine de chasse de la Sakania
- Domaine de chasse de Swa-Kibula
- Domaine de chasse de Tshikamba

- Réserve de biosphère de la Lufira
- Réserve de biosphère de Luki
- Réserve de faune de Bomu
- Réserve de faune de Lomako-Yokokala
- Réserve de faune à okapis (PM)
- Réserve forestière de Abumonbazi
- Réserve forestière de Lomami-Lualaba
- Réserve forestière de Mai-Mpili
- Réserve forestière de Maniema
- Réserve forestière de la Yoko
- Réserve forestière du Sud-Masisi
- Réserve forestière du lac Vundu
- Réserve d’Itombwe
- Réserve de la Ngiri
- Réserve de biosphère de Yangambi
- Réserve du Mont Kabobo
- Réserve naturelle de bonobo à Kokolopori
- Réserve naturelle de Tumba-Lediima (R : la région forestière Lac Télé‒Lac Tumba)
- Réserve des gorilles de Tayna
- Réserve naturelle des primates de Kisimba-Ikobo
- Réserve naturelle du Sankuru
- Réserve naturelle de Sarambwe
- Réserve naturelle de Mangai
- Réserve naturelle du lac Tshangalele
- Réserve scientifique de la Luo

## Conventions internationales

### Réserves de biosphère
Les réserves de biosphère sont une reconnaissance internationale de l'Unesco pour valoriser des sites où l'humain vit en harmonie avec la nature et à la biodiversité exceptionnelle. Bien qu'elles n'imposent pas de législation propre, elles s'implantent sur des aires protégées préexistantes. Ainsi, la république démocratique du Congo dispose de deux réserves de biosphère :
- Yangambi, 1976
- Luki, 1976

La réserve de biosphère de Lufira a été supprimée en 2020 à la demande de la république démocratique du Congo.

### Sites Ramsar
La convention de Ramsar est entrée en vigueur en république démocratique du Congo le 18 mai 1996.
En janvier 2020, le pays compte quatre sites Ramsar, couvrant une superficie de 119 066,17 km:
- Parc National des Virunga (18 janvier 1996)
- Parc National des Mangroves (18 janvier 1996)
- Ngiri-Tumba-Maindombe (24 juillet 2008)
- Bassin de la Lufira (31 octobre 2017)

### Patrimoine mondial
En 2024, la république démocratique du Congo compte 5 sites naturels inscrits au patrimoine mondial, 4 d'entre eux sont en péril et un a été temporairement classé en péril.